# ديا (قمر)
S/2000 J 11 هو هو قمر غير نظامي يتحرك بحركة تراجعية تابع لكوكب المشتري.
تم اكتشافه بواسطة العالم الفلكي سكوت شيبارد في عام 2000 للميلاد

## وصلات خارجية
- Ephemeris IAU-MPC NSES
- Mean orbital parameters NASA JPL
- Scott Sheppard pages
- David Jewitt pages